# Entre nous (chanson)
Pour les articles homonymes, voir Entre nous (homonymie).
Entre nous est une chanson écrite et composée par Rick Allison et interprétée par la chanteuse française Chimène Badi. Elle figure sur l'album du même titre.
C'est le premier single de la chanteuse, sorti en janvier 2003. Il se classe en tête des ventes en France pendant deux semaines, 4e en Belgique et 5e en Suisse.
Entre nous a été reprise par Grégory Lemarchal.
Elle a également été reprise par Camélia Jordana, Antoine Délie, Victoria Sio et Amaury Vassili dans le cadre de l'émission La Boîte à Secrets.
Elle a été reprise entièrement en vietnamien par Clovis Cornillac dans le film Protéger et Servir dans lequel le personnage de Kim drague une fille dans un bar karaoké.

## Liste des titres (version CD)
1. Entre nous - 3:22
2. Entre nous (version instrumentale) - 3:03

## Classements
| Chart (2015)                      | Peak position |
| --------------------------------- | ------------- |
| Belgique (Wallonia) Singles Chart | 4             |
| France SNEP Singles Chart         | 1             |
| Suisse (Schweizer Hitparade)      | 5             |